# Ştefan Zoller
Ştefan Zoller (født 27. august 1914, død 31. oktober 1993) var en rumænsk udendørshåndboldspiller af tysk oprindelse som deltog under Sommer-OL 1936. Han var en del af det rumænske udendørshåndboldhold, som kom på en femteplads i den olympiske turnering. Han spillede i to kampe som målmand.